# Broughton (Flintshire)
Broughton è un centro abitato del Galles, situato nella contea del Flintshire.